# Levý Hradec

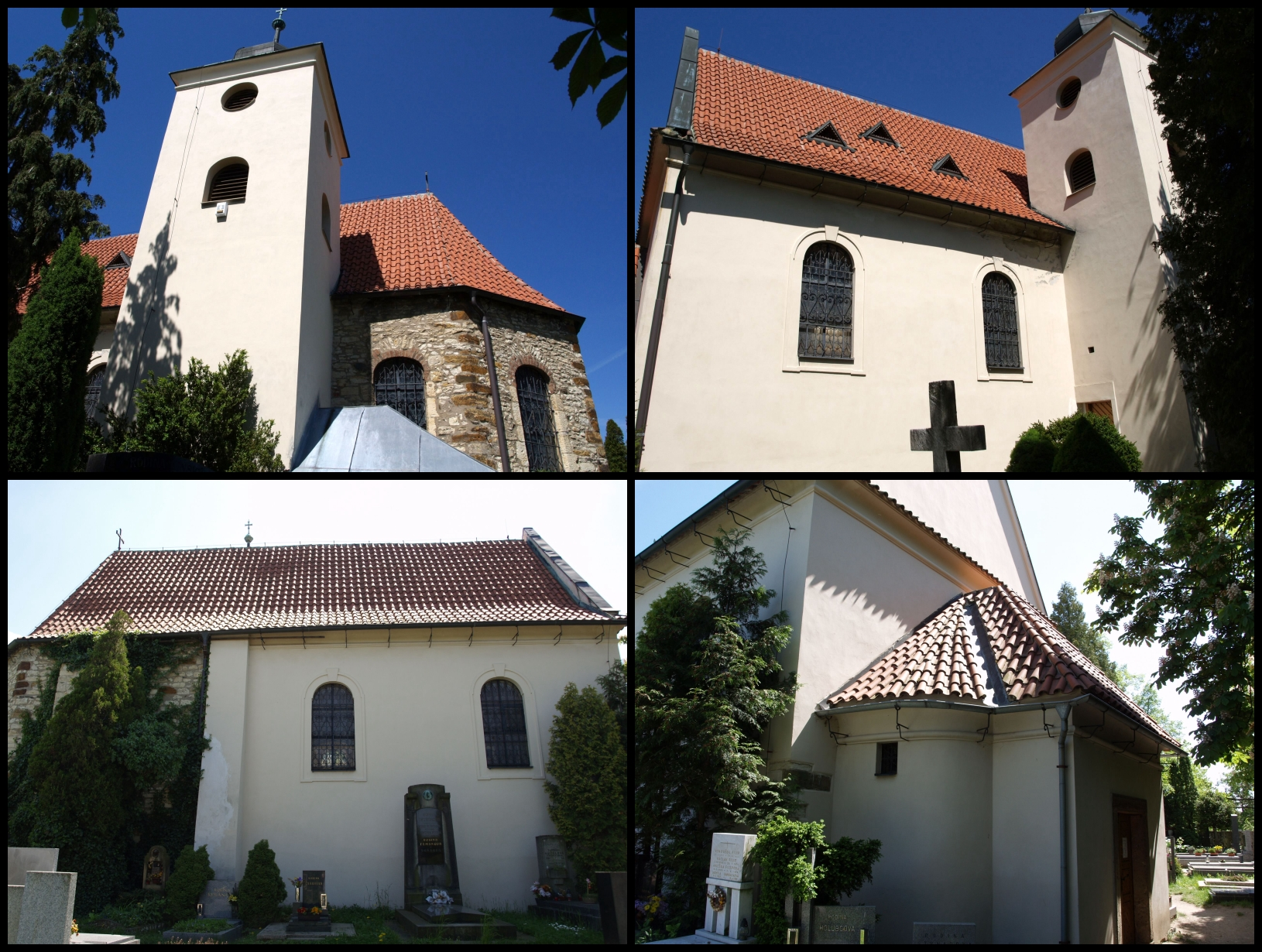
La chapelle Saint-Clément

Le site historique de Levý Hradec, situé à dix kilomètres au nord-ouest de Prague, fut le premier lieu d’implantation de la dynastie des Přemyslides sur le territoire de Bohême. À la fin du IXe siècle, le prince Bořivoj Ier y fonda la première église chrétienne du pays consacrée à saint Clément selon la chronique de Cosmas de Prague, Chronica Boemorum.
Aujourd’hui, l’édifice d’origine a disparu, remplacé par une chapelle gothique par la suite baroquisée avec des fresques du XIVe siècle. En sous-sol, se trouvent encore les restes d’une rotonde romane du XIe ou XIIe siècle.
Le site a été fouillé dans les années 1930 par Ivan Borkovský, qui a établi que la forteresse initiale faisait environ 3,6 hectares et était fortifiée avec des rondins de bois et de la terre avec un faîte en pierre.